# الحاجة إلى المعرفة
مصطلح الحاجة إلى المعرفة (بالإنجليزية: Need to know)، هو مصطلح تستخدمه الحكومات والمنظمات التابعة لها (خاصة تلك المتعلقة بالجيش أو التجسس)، ويصف تقييد الوصول للبيانات الحساسة للغاية حيث توضع قيود على حاجة المرء على المعرفة، حتى وإن كان لدى ذلك الفرد كل الموافقات الرسمية اللازمة (مثل التصريح الأمني) للوصول إلى تلك البيانات الحساسة، فلن يعطى مثلا الحق في الوصول إلى أو القراءة في معلومات عمليات سرية، إلا في حالة واحدة وهي أن حاجة ذلك الفرد للمعرفة هي حاجة ضرورية لأداء مهامه الرسمية لدرجة أن المؤتمنين على هذه المعلومات يجدون أنفسهم ملزمين لعرضها عليه.
كما هو الحال مع معظم الآليات الأمنية، الهدف هو تصعيب عملية الوصول غير الرسمي لتلك البيانات الحساسة، لكن دون التسبب بإزعاج لمن يحق لهم الوصول لها بشكل مشروع. وتهدف الحاجة إلى المعرفة أيضًا إلى تثبيط أو تخفيف «استعراض» البيانات الحساسة عن طريق تقييد من يصل لها إلى أقل عدد ممكن من الأفراد.

## أمثلة
معركة نورماندي في عام 1944 هي مثال على قيود الحاجة للمعرفة، فعلى الرغم من أن الآلاف من الأفراد العسكريين كانوا منهمكين في التخطيط للغزو، إلا أن عددًا صغيرًا منهم فقط عرف نطاق العملية بالكامل؛ وتم إبلاغ الباقي فقط بالبيانات اللازمة لإكمال جزء صغير من الخطة، وينطبق الشيء نفسه على مشروع ترينيتي وهو أول اختبار لسلاح نووي في عام 1945.

## المشاكل والنقد
مثل التدابير الأمنية الأخرى، يمكن أن يتم إساءة استخدام الحاجة إلى المعرفة من قبل الأشخاص الذين يرغبون في رفض وصول الآخرين إلى المعلومات التي يمتلكونها في محاولة لزيادة قوتهم الشخصية، ومنع المراجعة غير المرغوب فيها لعملهم، ومنع الإحراج الناتج عن الإجراءات أو الأفكار.
الحاجة إلى المعرفة يمكن التذرع بها أيضًا لإخفاء الأنشطة خارج نطاق القانون، ويمكن اعتبار هذا الاستخدام ضروري من قبل أجهزة المخابرات، [مِن قِبَل مَن؟]
```
أو اعتباره إساءة استخدام لهذه السياسة عند النظر إليها من منظور مختلف.
```

الحاجة إلى المعرفة يمكن أن تضر بكفاءة العمال، فقد زادت سرعة العمليات الحسابية باستخدام الآلات الحاسبة الميكانيكية لشركة آي بي إم في مشروع Y السري بشكل كبير بعد إخبار مشغلي الآلات الحاسبة بما تعنيه الأرقام: 

## في تكنولوجيا الكمبيوتر
يمكن استخدام آليات التحكم في الوصول التقديرية لبعض أنظمة التشغيل لفرض الحاجة للمعرفة. وفي هذه الحالة، يحدد مالك الملف ما إذا كان يجب على شخص آخر الوصول إلى ذلك الملف، وغالبًا ما يتم تطبيق الحاجة للمعرفة بشكل متزامن مع مخططات إلزامية لمراقبة الوصول، حيث قد يؤدي عدم الحصول على موافقة رسمية (مثل تصريح) إلى منع أي شخص من الوصول إلى المعلومات، هذا لأن الحاجة إلى المعرفة يمكن أن تكون تقييمًا شخصيًا، ويمكن لمخططات التحكم في الوصول الإلزامي أيضًا مراجعة عمليات الوصول، من أجل تحديد ما إذا كانت الحاجة إلى المعرفة قد تم انتهاكها.
يستخدم المصطلح أيضًا في مفهوم تصميم واجهة المستخدم الرسومية حيث تتحكم أجهزة الكمبيوتر في المعدات المعقدة مثل الطائرات، في هذا الاستخدام، عندما تتنافس العديد من البيانات المختلفة ديناميكيًا على مساحة واجهة المستخدم المحدودة، يتم إعطاء الرسائل ذات الصلة بالسلامة الأولوية.